# Puccinia phyllostachydis
Puccinia phyllostachydis ist eine Ständerpilzart aus der Ordnung der Rostpilze (Pucciniales). Der Pilz ist ein Endoparasit von Phyllostachys-Arten. Symptome des Befalls durch die Art sind Rostflecken und Pusteln auf den Blattoberflächen der Wirtspflanzen. Sie ist im nördlichen Pazifikraum und Nordamerika verbreitet.

## Merkmale

### Makroskopische Merkmale
Puccinia phyllostachydis ist mit bloßem Auge nur anhand der auf der Oberfläche des Wirtes hervortretenden Sporenlager zu erkennen. Sie wachsen in Nestern, die als gelbliche bis braune Flecken und Pusteln auf den Blattoberflächen erscheinen.

### Mikroskopische Merkmale

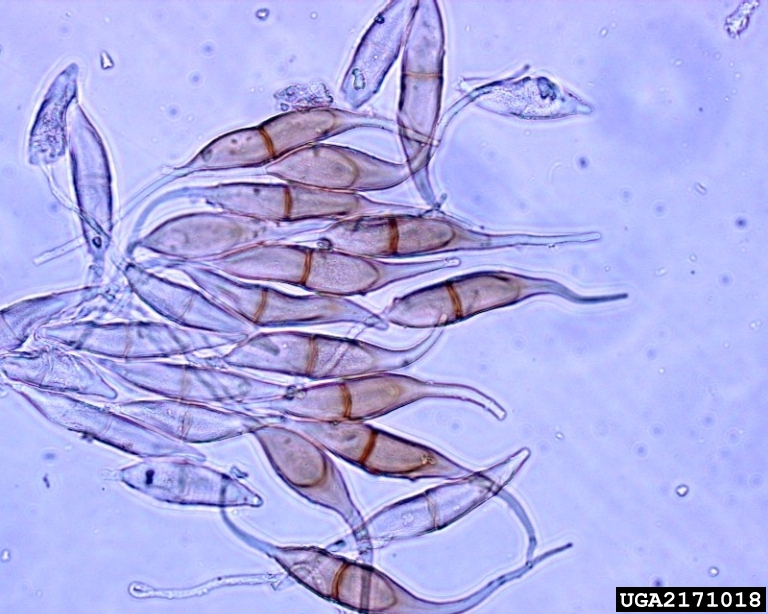
Teliosporen

Das Myzel von Puccinia phyllostachydis wächst wie bei allen Puccinia-Arten interzellulär und bildet Saugfäden, die in das Speichergewebe des Wirtes wachsen. Aecien oder Spermogonien der Art sind nicht bekannt. Die Uredien sind zimtbraun gefärbt und wachsen blattunterseitig auf der Oberfläche der Wirtspflanze. Ihre ebenfalls dunkel zimtbraunen Uredosporen sind breit eiförmig bis breitoval, 28–34 × 22–26 µm groß und fein stachelwarzig. Die Telien der Art sind schwarzbraun, früh offenliegend und kompakt. Die haselnussbraunen Teliosporen sind zweizellig, in der Regel ellipsoid bis keulig-ellipsoid und 40–50 × 19–22 µm groß; ihre Stiele sind bräunlich und bis zu 85 µm lang.

## Verbreitung
Das bekannte Verbreitungsgebiet von Puccinia phyllostachydis reicht von Japan und China über Hawaii und die südöstlichen USA.

## Ökologie
Die Wirtspflanzen von Puccinia phyllostachydis sind verschiedene Phyllostachys-Arten. Der Pilz ernährt sich von den im Speichergewebe der Pflanzen vorhandenen Nährstoffen, seine Sporenlager brechen später durch die Blattoberfläche und setzen Sporen frei. Die Art verfügt über einen Entwicklungszyklus, von dem bislang lediglich Telien sowie deren Wirt bekannt sind; Uredien, Spermogonien und Aecien konnten dem Pilz nicht zugeordnet werden.